# دیوید پیک
دیوید پیک (انگلیسی: David Paich؛ زادهٔ ۲۵ ژوئن ۱۹۵۴) موسیقی‌دان، خوانندگی، ترانه‌سرا، تهیه‌کننده موسیقی اهل ایالات متحده آمریکا است.
وی از سال ۱۹۷۳ میلادی تاکنون مشغول فعالیت بوده‌است.